# Gani Mirzo
Gani Mirzo (Qamixli, 1968) és un músic kurd establert a Barcelona des de 1993.
Nascut a Qamixli, ciutat de majoria kurda del nord-est de Síria, a la frontera amb Turquia, Gani Mirzo va fer els seus primers estudis musicals a Alep, on després ell mateix va ensenyar música. A Alep va escoltar la música de Paco de Lucía El 1993 va viatjar a Europa i el 1994, en el Conservatori del Liceu de Barcelona va començar a investigar sobre el flamenc amb l'ajut del professor Manuel Granados i hi va trobar similituds amb molts elements de la tradició oriental de la música àrab. Tocava l'ud, (el llaüt oriental), que es toca amb pua, i a mesura que va anar estudiant la guitarra flamenca va passar a tocar l'ud amb les mans.
El 1995 va fundar el seu propi grup, que ha experimentat en la fusió de la música kurda i oriental amb el flamenc i el jazz.
El 2014 va presentar a l'Auditori de Barcelona el disc Camp Domiz, que va dedicar al camp de refugiats Domiz del Kurdistan iraquià. Després d'una visita a aquell camp, on hi ha refugiada part de la seva família i persones que coneixia de la seva ciutat, Mirzo va decidir fer el disc i destinar-ne els beneficis a ajuda humanitària.
A finals de 2017 va començar una col·laboració amb l'ONG Músics Sense Fronteres per desenvolupar un projecte de recollida d'instruments musicals per dur-los a Síria, a les escoles de música, per tal que, a través de la música, la mainada i altres estudiants oblidin els horrors de la guerra. El 1918 se'n va fer el primer lliurament, amb de més d'una tona d'instruments i accessoris musicals.
És autor de la banda sonora original de diversos documentals, com ara Activistas en Iraq i Vendetta Song.
Gani Mirzo va crear una fundació (Mirzo Music Foundation) amb l'objectiu de «contribuir a donar esperança a persones que han patit greument les conseqüències de la guerra». El 2018, Fahad Herbo, un músic yazidita que també vivia exiliat, va assabentar-se que Gani Mirzo havia dut instruments musical als camps de refugiats kurds i s'hi va posar en contacte. El 2021, en el poble de Xana Sore, en una zona que havia quedat en ruïnes i on moltes famílies començaven a retornar des de camps de refugiats, van posar en marxa una escola de música per a la mainada, amb instruments duts des de Barcelona.